# Schloss Esterházy
Schloss Esterházy er et slot i Eisenstadt i Østrig. Det blev oprindeligt opført i slutningen af 1200-tallet, og kom i familien Esterházys eje i 1622. Slottet ejes i dag indirekte, gennem stiftelser, af prinsesse Melinda Esterházy. Esterházy-familien havde Joseph Haydn som kapelmester, og der arrangeres jævnligt koncerter i den kendte Haydn-sal i slottet.

## Eksterne links
- http://www.schloss-esterhazy.at/ Arkiveret 4. september 2009 hos  Wayback Machine

47°50′55″N 16°31′15″Ø / 47.84861°N 16.52083°Ø